# Ananda
Ananda (segle V-IV aC) va ser cosí i el principal assistent de Buda Śākyamuni i un dels seus deu principals deixebles. El seu nom ve del sànscrit आनन्*द, ānanda, ‘alegria, felicitat suprema’. Segons va afirmar el Buda, Ananda sobresortia per cinc qualitats: era el millor dels seus assistents, era el més avançat entre aquells que havien “escoltat molt”, tenia la millor memòria, era el que millor manejava l'estructura seqüencial dels ensenyaments i era el més constant en l'estudi. A més, era molt estimat a la sangha, a la qual havia dedicat la major part de la seva vida. Segons els textos de Vinaya Pitaka, va persuadir Buda de permetre que les dones es convertissin en monges. En molts dels discursos del Buda se'l representa com a interlocutor. Se li atribueix una col·lecció de versos al Theragatha (que forma part del Suttapitaka). Segons la tradició, va viure fins als 120 anys.
És el que va recollir més paraules de Gautama, i a la seva mort se li va requerir que recités el Sutta Pitaka perquè no es perdés la memòria. L'etimologia llegendària del terme sutra (pali: sutta) deriva de la introducció a aquest tipus de textos: evam me sutam (així ho vaig sentir), que dataria de la recitació d'Ananda.
La tradició el descriu com un monjo d'alt nivell intel·lectual i espiritual, però de vegades derogant les regles o prenent iniciatives controvertides (com la de persuadir el Buda perquè autoritzés l'entrada de dones a les ordes), i tanmateix sempre simpàtic. El canonge Pali afirma que se sabia que no tenia enemics.
És considerat pel corrent Chan / Zen com el seu tercer patriarca després de Shakyamuni i Mahakashyapa.
Com amb tots els companys de Siddhartha Gautama, la informació sobre ell de vegades és contradictòria i qüestionable, especialment la presa dels jatakas.
Diversos historiadors actuals, entre moltes cronologies, daten els fets: 563 aC. el Buda i Ananda neixen el mateix any, 526 aC. Ananda és un monjo, 508 aC. és el servent personal (upasthâyaka) del Buda, -
482 aC és arhant (mereixedor) i recita els sutres (sermons) del Buda al Primer Consell Budista.

## Biografia
Ananda va néixer el dia del despertar de Buda, per això va ser anomenat Ananda que significa "alegria", era trenta anys més jove que el Buda al qual va servir durant 27 anys.

### Joventut
La llegenda diu que descendia de Maitreya com Siddhartha Gautama i va néixer el mateix dia que ell. El seu pare era Amitodana, germà de Śuddhodana; els seus germans eren Mahānāma i Anuruddha. Una altra font afirma que era fill de Suklodana i germà de Devadatta i Upadhāna. La seva mare es deia Mṛgī.
Va entrar a les ordes el segon any de la predicació de Buda, juntament amb molts joves del clan Thet. Va ser ordenat pel mateix Gautama i la seva upajjhāya (guia de la vida monàstica) va ser Belatthasīsa. Aviat va assolir el rang de sotāpanna.
Després d'haver tingut durant vint anys com a ajudants diferents monjos al seu torn, Buda va declarar davant l'assemblea que havia decidit escollir un assistent permanent. Van sorgir molts candidats, però cap va rebre el seu favor. Després es va dirigir a Ananda i li va preguntar per què no s'havia manifestat. Va respondre que li interessava, però només amb vuit condicions, que es poden agrupar en tres punts principals: el seu cosí no li hauria de fer mai un regal ni donar-li un avantatge que fes semblar que s'havia presentat al lloc per aquest motiu; va haver de delegar-li tots els drets per acceptar invitacions en el seu lloc i portar-li visitants de lluny; havia de respondre a totes les seves preguntes i repetir-li tots els ensenyaments que havia donat en la seva absència. Gautama va acceptar.

## L'ajudant de Buda

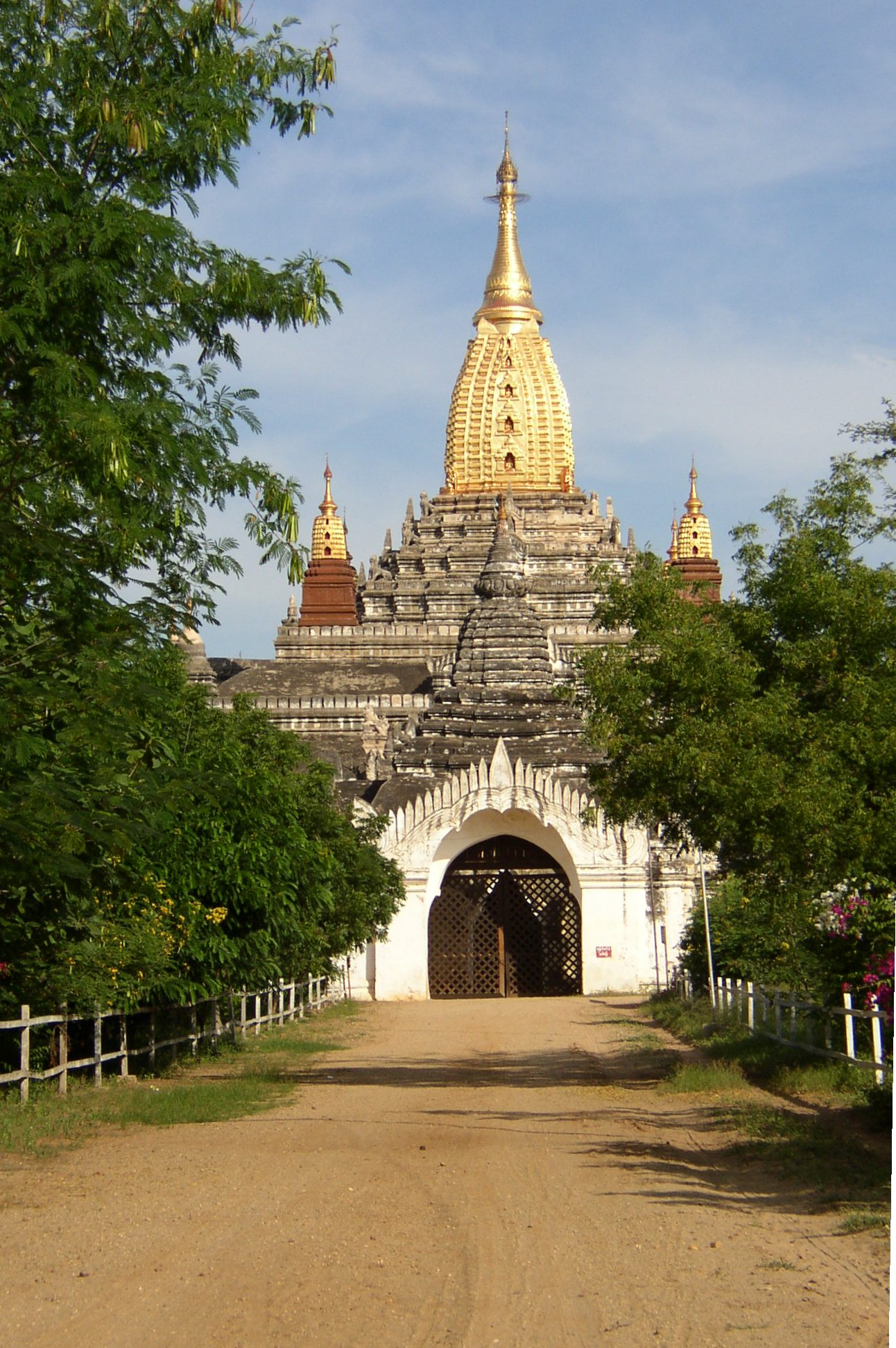
Entrada al temple d'Ananda a Bagan (Birmania).

Ananda es va fer càrrec del seu paper i va estar molt atent als canvis de to o d'aspecte del seu mestre, de vegades emmalaltint per empatia. Va intervenir per salvar-li la vida quan el seu germà Devadatta va voler llançar contra ell un elefant borratxo.
Els monjos i els laics confiaven en ell i sovint anaven a demanar-li consell, o aclariments sobre els sermons de Buda. Llavors Ananda va reprendre o continuar la predicació, aprovada i encoratjada per Gautama. També de vegades predicava per iniciativa pròpia. Buddhaghosa va deixar una llista de discursos que se li atribueixen: Sekha, Bāhitiya, Anañjasappāya, Gopaka-Moggallāna, Bahudhātuka, Cūlasuññata, Mahāsuññata, Acchariyabbhuta, Bhaddekaratta, Mahānidā-na, Mahāparinibbāna, Subha i Cūlaniyalo també intercanvien amb altres monkhātus.
En el seu paper d'intermediari va mostrar diplomàcia i bondat. Per tal de no decebre els visitants que volien deixar ofrenes quan el Buda estava absent, per consell d'aquest, va fer portar una fruita de l'arbre bodhi. Va fer créixer un Ananda-bodhi a partir de llavor abans de la qual els pelegrins podien deixar les seves garlandes de flors. És especialment conegut per defensar les dones dirigides per Mahaprajapati Gotami que moltes, inclòs el mateix Buda, no estaven disposades a acceptar a la sangha. Va ser ell qui suposadament va recordar al seu cosí que les seves habilitats espirituals no eren inferiors a les dels homes. Es diu que en una altra ocasió va qüestionar la conveniència de mantenir-los allunyats de les assemblees judicials i de certes professions, i de negar-los tots els beneficis dels seus esforços religiosos. És, però, el bogeria femenina que invoca per calmar Mahakashyapa, un altre deixeble proper de Buda, quan aquest últim és (un cop més) rebutjat per les monges a les quals havia vingut a predicar. El comparen desfavorablement amb Ananda, que també és el predicador favorit de les dames de la cort. Aquest favoritisme mutu li valdrà retrets durant el primer concili.
De fet, Ananda va mantenir excel·lents relacions amb Mahakashyapa, que es va mostrar com el seu principal suport durant el primer concili, i també amb Śāriputra, l'elogi del qual va compondre. Maudgalyayana, Anuruddha i Kankhā Revata també estaven entre els seus amics.
Buda el va lloar públicament davant l'assemblea de monjos de Jetavana, declarant-lo primer en les àrees d'erudició, comportament, memòria, determinació i atenció. Poc abans del parinirvana afegirà que Ananda sempre va triar el moment adequat per portar-li visitants, i que es mereixia molt el seu nom, sabent com fer feliç a tots els que el van venir a trobar.
Quan va començar a veure signes del seu final proper en l'aspecte físic del seu amo, Ananda li va fer saber la seva preocupació. El Buda li hauria contestat llavors que li havia dit un dia, per al·lusió, que a petició seva podia viure un kalpa sencer, però que li faltava intuïció i va deixar passar l'oportunitat.
Al començament del novè capítol del Lotus Sūtra, Ānanda i Rāhula estan convençuts que seria meravellós rebre una profecia de la il·luminació. Ho expressen amb respecte al Buda, seguits de dues mil persones entre els deixebles auditors, tant novells com confirmats, que reiteren aquest desig. El Buda anuncia als monjos que Ananda, com a guardià del Dharma, aconseguirà la il·luminació correcta i esdevindrà un Buda sota el nom de Sāgaravaradharabuddhivikrīḍitābhijña el qual «La vida útil serà incommensurable, a causa de la seva compassió cap als éssers vius [3] ». A la gran assemblea reunida, Shakyamuni explica que ell i Ananda havien decidit al mateix temps assolir anuttara -samyak-sambodhi. Ell mateix, va redoblar els seus esforços, va assolir la il·luminació, i Ananda, feliç amb el seu vast coneixement, guarda i guarda les fortaleses del Dharma.
Per descomptat, estava a prop del Buda quan va morir i es va encarregar d'organitzar el funeral.

### Primer consell
Poc després es va convocar un consell per fixar la memòria dels ensenyaments del mestre. La majoria dels participants consideraven indispensable la presència d'Ananda, però aquest encara no havia assolit l'estat d’arahant, una condició necessària, potser perquè el seu càrrec li havia impedit dedicar tant de temps a aquesta empresa com els seus companys. Encoratjat per Mahakassapa, es va posar a treballar de valent i va arribar a l'estat desitjat enmig d'un bosc prop de Kosala en un estat d'esgotament total, mentre es va enfonsar a terra. Aquesta llegenda el fa conegut com «aquell que no ha assolit l'estat d'arahant en cap de les quatre posicions prescrites». S'afirma que va entrar al consell in extremis, travessant l'aire o sortint de la terra als crits d'alegria de Mahakassapa, i immediatament es va posar a treballar. Afortunadament, es deia que tenia una memòria fenomenal i parlava vuit vegades més ràpid que una persona normal. Es diu que va memoritzar 82.000 temes del Buda i 2.000 d'altres monjos.
Malgrat la seva contribució, Ananda va haver de suportar retrets sobre les dones, la longevitat del Buda, el fet que s'oblidés de preguntar quines regles són més importants que les altres, i també per haver trepitjat un dia sense voler una peça de Gautama. Va demanar disculpes perquè el consistori acabés en harmonia.

### Parinirvana
El canonge pali no ha conservat cap registre dels seus últims moments, però afirma que va morir als cent vint anys. Hi ha una llegenda que relata el monjo xinès Fa Xian: Sentint el seu final a prop, Ananda va marxar cap a Vaixali amb la intenció d'aconseguir-hi el parinirvana. Ajātasattu, rei de Magadha el va seguir amb una gran escorta per tenir l'honor de fer-li companyia fins al riu Rohini, però el rei de Vaisali l'esperava a l'altra riba. Sense voler ofendre ningú, va entrar al riu i el seu cos va desaparèixer en flames al mig. Les seves restes naturalment es van dividir en dues i cadascuna tenia relíquies per a les quals van construir una Stupa.

## Vides passades
La tradició budista considera que els destins religiosos excepcionals requereixen diverses vides de pràctica i acumulació de perfeccions (parami), i també d'haver expressat el desig de convertir-se en un arahant, la realització futura del qual està garantida pel Buda de l'època en curs. Com molts altres del seguici de Gautama, va ser durant l'època de Buda Padumuttara, quan era Sumana, fill del rei Ananda d'Hamsavatī, que va fer, impressionat per la devoció de l'assistent de Padumuttara, el desig de tenir algun dia una situació semblant a la seva. Els seus renaixements relatats als Jatakas (col·leccions de relats de la vida de Gautama) són molt nombrosos. L'Apadāna afirma que abans de Gautama va ser cinquanta-vuit vegades rei a la terra i trenta-quatre vegades rei al cel.